# Algoritmičko komponiranje glazbe
Algoritmičko komponiranje glazbe  svaki je postupak komponiranja u kome se partitura stvara putem korištenja automatskih, matematički definiranih procesa i algoritmova..
U principu se svako muzičko djelo može prikazati kao niz brojeva. Ako se kod nekog instrumenta visina, trajanje i dinamika izvedbe mogu varirati, tada se i svaka nota odnosno ton može predstaviti s 3 broja.
Možemo reći da je algoritmičko komponiranje bazirano na razvoju pravila za interpretiranje tako dobivenog niza brojeva. Danas se za ovo u pravilu koriste kompjuterski programi, no za stvaranje   istih kompjuter nije nužno neophodan.

## Modeli algoritamske kompozicije
Ne postoji univerzalni način da se sortiraju različite kompozicije algoritama u kategorije. Jedan od načina da se ovo učini je da pogledate način učešća algoritma u procesu kompozicije. Rezultati procesa se mogu zatim podijeliti u: 1) muzika koju je komponiralo računalo i 2) muzika sastavljena uz pomoć računala. Muzika se može smatrati sastavljenom od računala kada je algoritam u stanju da se izbori sam tijekom procesa kreiranja.
Drugi način da se sortiraju kompozicioni algoritmi je da se ispitaju rezultati procesa komponiranja. Algoritmi mogu 1)da pružaju informacije oznakama upozorenja (partitura) za druge instrumente ili 2) da obezbijede nezavisan način sinteze zvuka (svira kompoziciju po svom mišljenju). Postoje i algoritmi za stvaranje oba notna podatka i zvuka sinteze.
Jedan način da se kategorizira algoritmička kompozicija je po strukturi i načinu obrade podataka, kao što se vidi u ovom modelu od šest djelomično preklopljenih vrsta.
matematički modeli
sistemi temeljeni na znanju
gramatika
evolutivne metode
strojno učenje
hibridni sistemi

## Matematički modeli
Matematički modeli su bazirani na matematičkim jednadžbama i slučajnim događajima. Najčešći način da se stvore kompozicije kroz matematiku su stohastički procesi. Stohastički modeli komada muzike su sastavljeni kao rezultat ne-determinističkih metoda. Sastavni procesi su samo djelomično pod kontrolom kompozitora koji se odlučuje za odabrane mogućnosti slučajnih događaja. Istaknuti primjeri stohastičkih algoritama su Markovi lanci i razne upotrebe Gausovih distribucija. Stohastički algoritmi se često koriste zajedno s drugim algoritmima u raznim procesima donošenja odluka.
Muzika je takođe komponirana preko prirodnih pojava. Ovi kaotični modeli stvaraju kompozicije iz harmonije i neharmonije fenomena prirode. Na primjer, 1970-ih fraktali su takođe proučavani kao model za algoritamičku kompoziciju.
Kao primjer determinističkih kompozicija putem matematičkih modela, online enciklopedija sveobuhvatnih sekvenci nudi opciju da igre cijelog broja sekvence kao 12-toni jednak temperament muzike. (To je prvo postavljeno za pretvaranje svakog cijelog broja uz napomenu na 88 tipki muzičke klavijature i izračunavanje cijelog broja po modulu 88, u stalnom ritmu. Tako 123456, prirodne brojeve, izjednačuje s polovinom kromatske ljestvice.

## Sistemi temeljeni na znanju
Jedan od načina stvaranja kompozicije je da se izolira estetski kod određenog muzičkog žanra i koristi ovaj kod za kreiranje novih sličnih kompozicija. Sistemi zasnovani na znanju zasnovani su na prethodno napravljenom skupu argumenata koji se mogu koristiti za sastavljanje novih radova u istom stilu ili žanru. Ovo se obično postiže setom testova ili pravilima koji zahtijevaju ispunjenje premise da kompozicija bude potpuna.

## Gramatika
Muzika takođe može biti ispitana jezikom s prepoznatljivom gramatikom seta. Kompozicije su stvorene izgradnjom muzičke gramatike, koja se zatim koristila za kreiranje razumljivih muzičkih komada. Gramatika često uključuju pravila na makro nivou komponiranja, na primjer harmonija i ritma, prije nego pojedinačnih nota.

## evolutivne metode
Evolutivne metode komponiranja muzike su na osnovu genetskih algoritama. Kompozicija se gradi sredstvima za evolutivni proces. Kroz mutaciju i prirodnu selekciju, različita rješenja evoluiraju ka odgovarajućem muzičkom djelu. Iterativna akcija algoritma isključuje loša rješenja i stvara nove od onih preživjelih procesa. Rezultati procesa su pod nadzorom kritičara, vitalni dio algoritma kontrolira kvalitet stvorenih kompozicija.

## Evo-Devo pristup
Evolutivne metode, u kombinaciji s razvojnim procesima, predstavljaju evo-devo pristup za proizvodnju i optimizaciju složenih struktura. Ove metode su takođe bile primijenjene u muzičkoj kompoziciji, gdje se dobiva muzička struktura iterativnog procesa koji transformira veoma jednostavnu kompoziciju (od nekoliko nota) u kompleksano potpuno djelo (bilo da je rezultat, ili MIDI file ).

## Strojno učenje
Sistemi učenja su programi koji nisu ovisni o žanru muzike s kojom rade. Umjesto toga, oni prikupljaju sami materijal za učenje od primjera materijala dobivenih od korisnika ili programera. Materijal se zatim obrađuje u komad muzike sličan primjeru materijala. Ovaj sustav algoritamske kompozicije snažno je povezan s algoritmičkim modeliranjem stila, strojnom improvizacijom,  kognitivnim znanostima i istraživanjem neuronskih mreža. Marchini i Purvins su predstavili sistem koji uči strukturu fragmenta audio snimka ritma udaraljki bez primjene nadzora grupiranja i promjenljivih dužina Markovljevih lanaca i sintetizira muzičke varijacije iz njega.

## Hibridni sistemi
Programi zasnovani na jednom algoritmičkom modelu rijetko uspjevaju u stvaranju estetski zadovoljavajućih rezultata. Iz tog razloga se algoritmi različitih vrsta često koriste zajedno da se kombiniraju prednosti i umanjuju slabosti ovih algoritama. Stvaranje hibridnih sistema za muzičku kompoziciju je otvoreno polje algoritmičke kompozicije i stvoreno je mnoge potpuno novih načina da izgrade algoritmičke kompozicije. Jedini veliki problem s hibridnim sistemima je da njihova kompleksnost raste, isto kao i potrebna sredstava za kombiniranje i testiranje tih algoritama.

## Sustavi koji su usmjereni na neposrednu live interakciju kompjuter glazbenik
Ovi u sebi mogu sadržavati elemente svih prethodno navedenih,sve u svrhu izvedbe u živo,te se mogu smatrati i tek jednom specifičnom primjenom hibridnih sustava. Najraniji su ovakovi sustavi korišteni u jazz glazbi,dok se danas nailazi i na one namijenjeni zabavi.

### Povijest
- 1026 Guido d'Arezzo predlaže da se slogovima jednog religioznog teksta pridruže tonovi određene visine.
- 1650 razvija Athanasius Kircher svoj stroj za komponiranje Arca musarithmica.
- 1757 objavljuje Johann Philipp Kirnberger Allzeit fertiger Polonaisen- und Menuettenkomponist, niz uputa za komponiranje pomoću 2 kocke.
- 1790 objavljuje Joseph Haydn svoje upute za komponiranje.
- 1793 postumno objavljene W. A. Mozartove Anleitung zum Componieren von Walzern,djelo je bilo Bestseller (glazbena igra kockom).
- 1960 piše grčki kompozitor Iannis Xenakis na komjuterskom jeziku FORTRAN program za dobivanje partitura koje se mogu izvoditi klasičnim instrumentarijem.

#### Knjige
- Fred K. Prieberg: Musica Ex Machina Berlin 1960
- Hubert Kupper: Computer und musikalische Komposition. Braunschweig 1970
- Gareth Loy: Composing with Computers - A survey of Some Compositional Formalisms and Music Programming Languages in: Current Directions in Computer Music Research, ed. by M. Mathews and J. R. Pierce, MIT Press 1989
- Curtis Roads: The Computer Music Tutorial. MIT Press 1996
- Martin Supper: Computermusik. in: MGG — Die Musik in Geschichte und Gegenwart. Allgemeine Enzyklopädie der Musik. Kassel 1995, Sp. 967-982
- David Cope: Computer Models of Musical Creativity. MIT Press 2005, ISBN 978-0-262-03338-1
- Karlheinz Essl jun.: Algorithmic Composition. in: Cambridge Companion to Electronic Music, ed. by N. Collins and J. d'Escrivan, Cambridge University Press 2007, ISBN 978-0-521-68865-9
- Gerhard Nierhaus: Algorithmic Composition - Paradigms of Automated Music Generation. Springer 2009. ISBN 978-3-211-75540-2
- Heinrich K. Taube: Notes from the Metalevel: An Introduction to Computer Composition., 2004 ISBN 978-9026519758.

#### Članci
- Computer Music Algorithms by Dr.John Francis. Music algorithmic computer programs representing all styles of music, with C source code, produces midi files.19th Ed 2019 now contain 57 programs, 20 styles, & 24 chapters. You need a c compiler and midi player. For every program, there are one to many Mp3 files for examples.
- A Few Remarks on Algorithmic Composition by Martin Supper. Computer Music Journal 25.1 (2001) 48-53
- COMPOSING WITH PROCESS: PERSPECTIVES ON GENERATIVE AND SYSTEMS MUSIC podcast  Arhivirana inačica izvorne stranice od 5. studenoga 2019. (Wayback Machine), exploring generative approaches (including algorithmic, systems-based, formalized and procedural) to composition and performance primarily in the context of experimental technologies and music practices of the latter part of the twentieth century.
- Automatic Composition from Non-musical Inspiration Sources, by Robert Smith, et al. A conference paper describing a machine learning based approach to generating music by training a model on subject pieces and then generating new pieces based on non-musical audio files.
- Algorithmic Composition: Computational Thinking in Music by Michael Edwards. Communications of the ACM, Vol. 54 No. 7, Pages 58–67 10.1145/1965724.1965742.

## Vanjske poveznice
- Kratka povijest algoritmičkog komponiranja(en.)
- Kompjuterski sustavi za muzičku improvizaciju(en.)